# Кушнерова, Елена Ефимовна
Еле́на Ефи́мовна Кушнеро́ва (нем. Elena Kuschnerova; род. 6 января 1959, Москва) — советская и немецкая пианистка.

## Жизнь
Родилась 6 января 1959 года в Москве, в еврейской семье. Отец — Ефим Александрович Кушнеров (1925—1988). Начала своё музыкальное образование в возрасте 5 лет под руководством матери — музыкального педагога Инны Львовны Кушнеровой (урождённой Рабинович).
В 9 лет впервые выступила с фортепианным концертом И.С.Баха фа-минор для записи на московском радио (дирижёр Эмин Хачатурян). В 7 лет стала ученицей Татьяны Кестнер в Центральной Музыкальной Школе в Москве — у того же педагога учились Николай Петров, Андрей Гаврилов и Николай Луганский. После ЦМШ училась в Московской Консерватории у Сергея Доренского.
В эти годы глубокое воздействие на Кушнерову оказал композитор Александр Лазаревич Локшин (1920—1987), в 1982 написавший и посвятивший ей «Прелюдию и Тему с Вариациями».
После получения диплома с отличием в 1982 году работала в Москонцерте и гастролировала по городам бывшего Советского Союза. Не была допущена к фортепьянному конкурсу в Сантандере (Испания) в 1982 году по доносу о родственниках за границей. После этого была невыездной.
Окончила ассистентуру-стажировку у Доренского. Диплом на всесоюзном конкурсе 1985 года в Риге. Участие в Конкурсе Чайковского 1990 года.
В конце 1992 года Кушнерова эмигрировала в Германию и начала карьеру с нуля. В 1997 получила диплом на международном конкурсе Classica Nova памяти Шостаковича в Ганновере. В последующие годы концерты в Западной Европе, США и Японии, а также записанные диски принесли ей международную известность. Критик Нью-Йорк Таймс Харолд Шонберг (Harold Schonberg) написал про Скрябинский диск Кушнеровой «это лучшие записи, которые мне известны».
Несколько композиторов написали фортепьянные произведения для Кушнеровой, которые она впервые исполнила.
Кушнерова живёт в Баден-Бадене(Германия), а также в Нью-Йорке (США).
Артист Стейнвея с 2002 года.
Елена Кушнерова концертирует в странах Европы, в Японии и в США. Также она играла концерты и давала мастер-классы в Южной Корее и на Тайване. Наиболее далёкие из её концертных поездок были в Гренландию в 2010 году (рекорд полярности концертов классической музыки) и в Камбоджу в 2014 году.
Кушнерова с 2006 года ежегодно преподаёт фортепиано в Елизаветинском университете (Elisabeth University of Music) в Хиросиме, Япония, в качестве приглашённого профессора. Она регулярно проводит летние фортепианные мастер-классы в Баден-Бадене.
Кушнерова пишет путевые заметки и рассказы о своей прошлой и настоящей жизни.
В мае 2017 года Елена Кушнерова принимала участие в программе нью-йоркских «Русских сезонов в музее Николая Рериха».

## Семья
Муж — Дмитрий Александрович Гаранин (род. 1954), физик-теоретик, профессор на физическом факультете Городского университета Нью-Йорка (Lehman College), действительный член Американского физического общества (2013).

## Премьеры
Следующие произведения были впервые исполнены Еленой Кушнеровой, которой они также посвящены:
- Александр Лазаревич Локшин «Прелюдия и Тема с Вариациями (1982)»
- Зигфрид Маттус (Siegfried Matthus) «Мечта о потерянной мелодии» («Die Sehnsucht nach der verlorenen Melodie») — Концерт для фортепиано с оркестром, Премьера в Дрездене 25 Мая 2002, (Dresdner Philharmoniker, дирижёр Marek Janowski)
- Михаил Коллонтай: Второй концерт для фортепиано с оркестром oп. 45, премьера 2011 в Большом Зале Московской Консерватории на Фестивале «Московская осень».
- Михаил Коллонтай: Семь Романтических Баллад op. 2bis.

## Дискография
- Елена Кушнерова: Чайковский, Шуман, Шопен, Лист, Дебюсси, Прокофьев (1996) (рецензия Jonathan Woolf)
- Сергей Прокофьев: Ромео и Джульетта, Соната Но.3 (1997) (рецензия Tou Liang)
- Александр Скрябин: 12 этюдов оп.8, 24 прелюдии оп.11 (1999) (рецензия Tou Liang)
- И.С.Бах: Фортепианные произведения (концертное исполнение, 2001) (рецензия Jonathan Woolf)
- Модест Мусоргский: Картинки с выставки, фортепианные пьесы (2002) (рецензия Jonathan Woolf)
- Live in Tokyo: Скарлатти, Дебюсси, Равель, Прокофьев (2002) (рецензия Jonathan Woolf)
- Йоханнес Брамс: Фортепианные пьесы oп. 116 — op. 119 (2005) (рецензия Jonathan Woolf)
- Игорь Стравинский: Фортепианные пьесы (2005) (рецензия Howard Smith)
- Брамс / Коллонтай: 4 Баллады оп.10 / Семь Романтических Баллад op. 2bis (2008)
- Фредерик Шопен: Фортепианные Концерты Но. 1 и 2 в обработке для струнного квартета (2010) (Ventapane Quartett)
- Фредерик Шопен: Фортепианные Концерты Но. 1 и 2 (2010)
- Роберт Шуман: Венский Карнавал, Бетховенские Этюды, Вариации на тему АБЕГГ, Фантастические пьесы) (2011)
- Роберт Шуман: Карнавал, Симфонические Этюды
- Прокофьев / Коллонтай: Фортепианные концерты Но.4 / Но.2
- И.С.Бах: Хорошо Темперированный Клавир, том.1

## Кино
- Елена Кушнерова исполняет фортепьянные произведения (Дебюсси, вальс «La plus que lent» и Рахманинов, Прелюдия соль минор, оп.23 Но.5) в фильме режиссёра Валерия Ахадова на сценарий Евгения Козловского «Руфь» (1989), в котором главную роль пианистки сыграла Анни Жирардо. Фильм основан на реальной истории французской пианистки Веры Августовны Лотар-Шевченко.
- Елена Кушнерова появляется в фильме Иосифа Пастернака (Iossif Pasternak) Ромео и Джульетта в стране Советов (Roméo et Juliette au pays des soviets) с рассказом о Сергее Прокофьеве и фортепианным исполнением.